# Puerto Rico (chanson de Vaya Con Dios)
Pour les articles homonymes, voir Puerto Rico (homonymie).
Singles de Vaya Con Dios
Just a Friend of Mine
(1987) Don't Cry for Louie
(1988)
Puerto Rico est une chanson du groupe belge Vaya Con Dios, sortie en fin 1987 sous le label Ariola Records et plus tard incluse dans leur premier album studio Vaya Con Dios (1988) en tant que deuxième single. Elle est écrite par Dani Klein et Dirk Schoufs. Le titre de la chanson fait référence à l'île de Porto Rico.
Le single obtient le succès dans plusieurs pays, notamment en Autriche où il se classe à la 7e place et en Belgique où le titre atteint la 15e place de l'Ultratop 50 flamand et la 10e place du BRT Top 30. En France, Puerto Rico devient le deuxième single du groupe à entrer dans le Top 50, atteignant la 46e place, il sera vendu à plus de 100 000 exemplaires.
Puerto Rico remporte le prix de la meilleure production belge lors du concours Radio 2 Zomerhit de la BRT en 1988,,.

## Liste des titres
| A. | Puerto Rico | 4:12 |
| B. | Each Day    | 2:15 |

| A1. | Puerto Rico (version longue) | 6:00 |
| B1. | Puerto Rico                  | 4:16 |
| B2. | Lulu's Song                  | 4:46 |

## Crédits
Crédits adaptés de Discogs.
Vaya Con Dios
- Dani Klein : chant, chœurs, paroles
- Dirk Schoufs : contrebasse, composition, chœurs

Musicien additionnel
- Bruno Castellucci : batterie
- Antonio Paz : guitare acoustique
- Bert De Corte : guitare acoustique

## Classements et certifications
| Classement (1988–89)                   | Meilleure position |
| -------------------------------------- | ------------------ |
| Autriche (Ö3 Austria Top 40)           | 7                  |
| Belgique (Flandre Ultratop 50 Singles) | 15                 |
| Belgique (BRT Top 30)                  | 10                 |
| Europe (Eurochart Hot 100)             | 68                 |
| France (SNEP)                          | 46                 |

| Classement (1988)           | Position |
| --------------------------- | -------- |
| Belgique (Flandre Ultratop) | 44       |

## Historique de sortie
| Région                    | Date | Format                                 | Label  |
| ------------------------- | ---- | -------------------------------------- | ------ |
| Benelux                   | 1987 | - 45 tours - maxi 45 tours - CD single | Ariola |
| France                    | 1988 | - 45 tours - maxi 45 tours - CD single | Ariola |
| Portugal                  | 1988 | 45 tours promotionnel                  | Ariola |
| Allemagne Autriche Suisse | 1989 | - 45 tours - maxi 45 tours - CD single | Ariola |
| Espagne                   | 1989 | - 45 tours - maxi 45 tours             | Ariola |